# 白花鹤虱
白花鹤虱（学名：Lappula macra）为紫草科鹤虱属的植物，为中国的特有植物。分布在俄罗斯以及中国大陆的新疆等地，生长于海拔530米至2,000米的地区，一般生于荒漠地带的土质戈壁以及干旱山坡，目前尚未由人工引种栽培。